# Kim Jae-hyun
Đây là một tên người Triều Tiên, họ là Kim.
Kim Jae-hyeon (tiếng Hàn: 김재현; Hanja: 金渽玹; sinh ngày 9 tháng 3 năm 1987) là một cầu thủ bóng đá người Hàn Quốc hiện tại thi đấu cho Seoul E-Land ở vị trí trung vệ. Anh đổi tên mình từ Kim Eung-jin (김응진) năm 2015.

## Thống kê sự nghiệp câu lạc bộ
| Thành tích câu lạc bộ | Thành tích câu lạc bộ | Thành tích câu lạc bộ | Giải vô địch | Giải vô địch | Cúp     | Cúp       | Cúp Liên đoàn | Cúp Liên đoàn | Châu lục | Châu lục  | Tổng cộng | Tổng cộng |
| Mùa giải              | Câu lạc bộ            | Giải vô địch          | Số trận      | Bàn thắng    | Số trận | Bàn thắng | Số trận       | Bàn thắng     | Số trận  | Bàn thắng | Số trận   | Bàn thắng |
| Hàn Quốc              | Hàn Quốc              | Hàn Quốc              | Giải vô địch | Giải vô địch | Cúp KFA | Cúp KFA   | Cúp Liên đoàn | Cúp Liên đoàn | Châu Á   | Châu Á    | Tổng cộng | Tổng cộng |
| --------------------- | --------------------- | --------------------- | ------------ | ------------ | ------- | --------- | ------------- | ------------- | -------- | --------- | --------- | --------- |
| 2007                  | Chunnam Dragons       | K League              | 1            | 0            | 0       | 0         | 0             | 0             | 0        | 0         | 1         | 0         |
| 2008                  | Chunnam Dragons       | K League              | 4            | 0            | 0       | 0         | 0             | 0             | 4        | 0         | 8         | 0         |
| 2009                  | Chunnam Dragons       | K League              | 7            | 1            | 3       | 0         | 1             | 0             | —        | —         | 11        | 1         |
| 2010                  | Busan I'Park          | K League              | 21           | 2            | 4       | 0         | 5             | 0             | —        | —         | 30        | 2         |
| 2011                  | Busan I'Park          | K League              | 12           | 1            | 1       | 0         | 5             | 0             | —        | —         | 18        | 1         |
| 2013                  | Busan I'Park          | KL Classic            | 8            | 0            | 0       | 0         | —             | —             | —        | —         | 8         | 0         |
| 2014                  | Busan I'Park          | KL Classic            | 5            | 0            | 0       | 0         | —             | —             | —        | —         | 5         | 0         |
| 2016                  | Busan I'Park          | KL Challenge          | 21           | 1            | 2       | 0         | 0             | 0             | —        | —         | 23        | 1         |
| Tổng cộng sự nghiệp   | Tổng cộng sự nghiệp   | Tổng cộng sự nghiệp   | 79           | 5            | 10      | 0         | 11            | 0             | 4        | 0         | 104       | 5         |